# Joseph Louis Enderlin
Pour les articles homonymes, voir Enderlin.
 (juin 2012).
Si vous disposez d'ouvrages ou d'articles de référence ou si vous connaissez des sites web de qualité traitant du thème abordé ici, merci de compléter l'article en donnant les références utiles à sa vérifiabilité et en les liant à la section « Notes et références ».
Joseph Louis Enderlin, né le 25 juin 1851 à Aesch en Suisse et mort le 29 mai 1940 à Bourg-la-Reine, est un sculpteur français.

## Biographie

### L'enfance
Joseph Louis Enderlin est le dernier de cinq enfants de Louis Xavier Enderlin (1819 - ?) né d'un premier mariage avec Marguerite Bihr (1818-1853). Né en Suisse de parents français, il garde la nationalité française. Il est issu d’une famille d’aubergistes de Durlinsdorf, dans le Sundgau.

### Formation
Après un passage à Nancy entre 1867 et 1869, Joseph Louis Enderlin entre en octobre 1870 comme élève dans l’atelier du sculpteur Roubaud jeune. Les premières études terminées, il est admis le 15 janvier 1875 à l'École des beaux-arts de Paris dans les ateliers de François Jouffroy, d’Alexandre Falguière et de François Félix Roubaud. C’est grâce à diverses bourses octroyées par l’œuvre de l’instruction publique des Alsaciens-Lorrains qu’il arrive à subvenir à ses besoins.
Il participe en 1880 au concours du grand prix de Rome de sculpture : il est admis 5e au second essai mais n'est pas sélectionné comme logiste. Son premier envoi au Salon des artistes français date de 1878. Il est très remarqué en 1880 avec le Joueur de Billes, qui lui vaut le prix de Florence : une pension fondée par le journal L’Art. Il peut ainsi compléter sa formation pendant deux ans en Italie. C’est à Florence qu’il réalise la maquette du bas-relief La Musique, pour l’Hôtel de ville de Paris.

### Carrière
De retour à Paris, Joseph Louis Enderlin s’installe d’abord au 16 de la rue d’Alembert, puis rue d’Alésia avant d’ouvrir un atelier au 16 de la rue des Artistes. Il obtient en 1880 une médaille de 3e classe au Salon des artistes français, puis une médaille de 2e classe en 1888 et une médaille d'or à l'Exposition universelle de Paris de 1889. Il passe alors en hors-concours au Salon. Il ne participe pas au Salon entre 1905 et 1920, mais reprend ses envois de manière épisodique jusqu’en 1936.
Il est décoré de l'ordre de chevalier de la Légion d'honneur en 1902, sur proposition du président de la République, Émile Loubet.
Profondément affecté par le décès de son épouse Augustine Chauvelot le 29 mai 1929, il se retire dans une maison de retraite à Bourg-la-Reine, où il meurt le 29 mai 1940. Il est enterré au cimetière de Montrouge.
En 1987, le conseil municipal de Durlinsdorf décide de rebaptiser la rue principale en rue du sculpteur Enderlin.

## Son œuvre

### Les monuments alsaciens
Joseph Louis Enderlin a laissé deux monuments en Alsace, édifiés à la mémoire de deux personnalités alsaciennes, l’une dans le domaine de la peinture, l’autre dans celle de la politique.

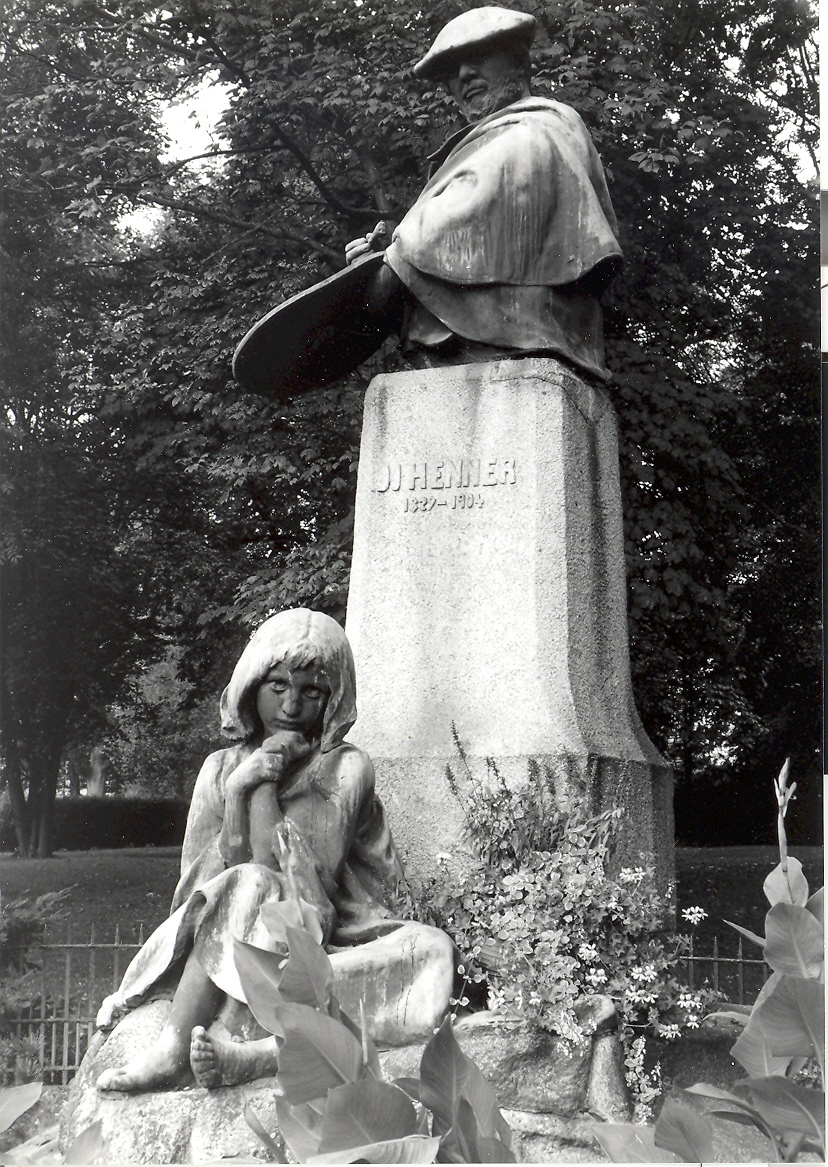
Le monument à Jean-Jacques Henner (1911), Bernwiller.

- Le monument de Jean-Jacques Henner : Il est érigé à Bernwiller, le village natal du peintre, à quelques kilomètres d’Altkirch. C’est l’une des réalisations les plus élaborées du sculpteur, où il exprime son admiration pour le peintre. Ils ont tous deux fréquenté l’École des beaux-arts de Paris à vingt années de distance. Il est vraisemblable que leurs origines sundgauviennes, tout autant que la nostalgie de leur Alsace natale occupée depuis la défaite de 1871, contribuent à les rapprocher. Henner, au faîte de sa gloire, aide autant qu’il le peut son jeune compatriote et ne manque jamais une occasion d’intercéder en sa faveur dans les divers concours ouverts aux sculpteurs.
- Le monument de Charles Grad à Turckheim : le premier monument est érigé dans un square à proximité du pont de la gare, à l’emplacement de l’actuel monument aux morts. Il s’agit d’un buste en bronze sur un socle en granit des Vosges[3], avec à son pied, la statue d’une jeune fille lisant un livre. L’ensemble architectural est conçu par Gustave Umbdenstock, architecte à Colmar. Les statues sont fondues par les ateliers Thiébaud Frères de Paris en 1895. Exposé au Salon à Paris au printemps 1896, il est inauguré à Turckheim en septembre de la même année. Les bronzes sont démontés par l'occupation allemande en 1940. Ils sont restaurés par la fonderie Rudier de Malakoff, avant d’être reérigés dans l’enceinte de l’hôpital en 1945. Reconstruit à l’emplacement de l’ancien monument aux morts, à l’entrée de Turckheim, le nouveau monument est inauguré en août 1967.
- Le monument des Alsaciens-Lorrains : ce monument, qui ne fut jamais achevé, peut être rattaché aux deux précédents, ne serait ce que par son sujet. En 1908, Enderlin est chargé par un comité privé que préside Raymond Poincaré, de réaliser un monument à la gloire des Alsaciens-Lorrains morts pour la France au cours de la guerre de 1870. Il est associé à l’architecte G. Umbdenstock. Cette œuvre imposante doit être érigée devant l’église Saint-Laurent, au carrefour du boulevard Magenta et du boulevard de Strasbourg, à proximité de la gare de l’Est. C’est avec ferveur que l’artiste se consacre à cette tâche. Lorsqu'éclate la guerre de 1914, la partie centrale du monument, qui devait atteindre une hauteur de 20 mètres est terminée. Cependant le comité se dissout : « Il ne restait plus que l’artiste qui continuait à œuvrer dans son atelier à rechercher la nouvelle composition de figures allégoriques destinées au couronnement du monument : il s’agissait d’y faire vibrer le souffle de la victoire »[4]. Après la guerre, le projet est abandonné : il n’en reste que quelques fragments qui sont conservés au dépôt des œuvres d’art de la Ville de Paris à Ivry-sur-Seine.

### Statues
- La statue de Jean-Louis-Ernest Meissonier : c’est une des œuvres les plus monumentales du sculpteur : il s’agit d’une statue de marbre exposée dans le hall de la préfecture de Lyon. Elle est datée de 1896.

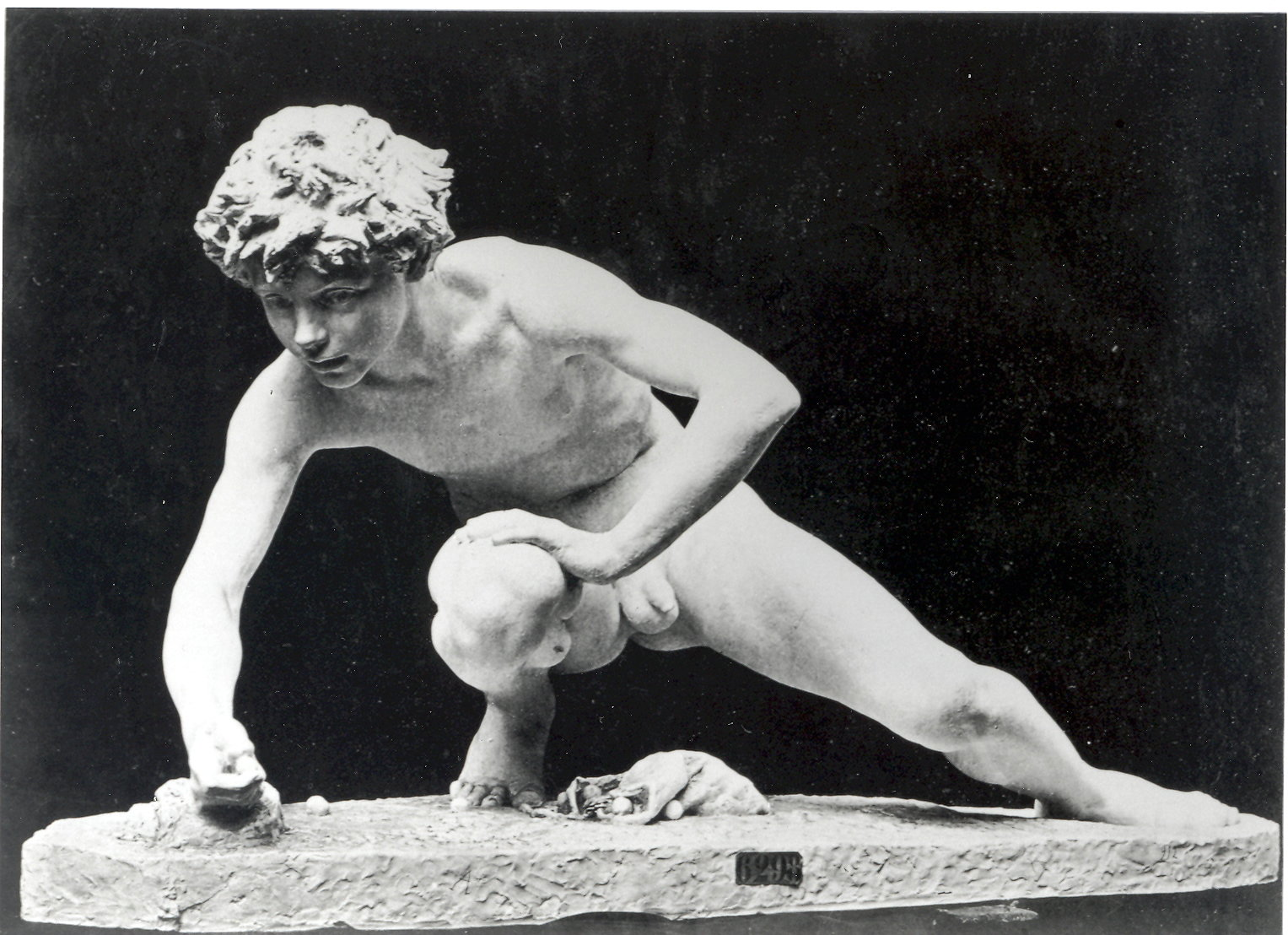
Le Joueur de billes (1880), musée des beaux-arts de Reims.

- Le Joueur de billes : Enderlin expose le plâtre au Salon de 1880, au début de sa carrière. Cette figure est bien accueillie et obtint le prix de Florence, fondé par le journal l’Art. Il envoie le marbre au Salon de 1888. Acquis par l’État, il est déposé au Musée des beaux-arts de Reims depuis 1890.

### Les bas-reliefs
Joseph Louis Enderlin est l’auteur de  deux bas-reliefs, qui ornent l’hôtel de ville et le Grand Palais à Paris.
- La Musique : haut-relief de 2,80 m sur 0,95 m, situé au tympan d’une porte du palier nord, au niveau de l’escalier des fêtes de l’hôtel de ville de Paris.
- L’Art de la renaissance : construit en 1897 pour remplacer le Palais de l’Industrie, le Grand Palais[5] fait partie d'un vaste programme architectural mis en place pour l’Exposition universelle de 1900. Le projet prévoit des statues de marbre entre les colonnes des portiques latéraux de la façade principale, avec bas-reliefs sur les piédestaux. Par arrêté préfectoral du 10 janvier 1899, huit statuaires parisiens sont désignés pour représenter L’Art à travers les âges : Edgar Boutry (L’Art du Moyen Âge), Félix Charpentier (L’Art contemporain), Louis Clausade (L’Art romain), Georges Bareau (L’Art asiatique), Auguste Suchetet (L’Art égyptien), Michel Léonard Béguine (L’Art grec), Hippolyte Lefèbvre (L’Art du XVIIIe siècle) et Enderlin : L’Art de la Renaissance.

### Les bustes
- Buste d’Odile : exposé au Salon de 1903, c’est le portrait de sa fille Odile. Il est acquis par le baron Alphonse de Rothschild qui en fait don le 28 août de la même année au Musée des beaux-arts de Troyes où il est toujours conservé.

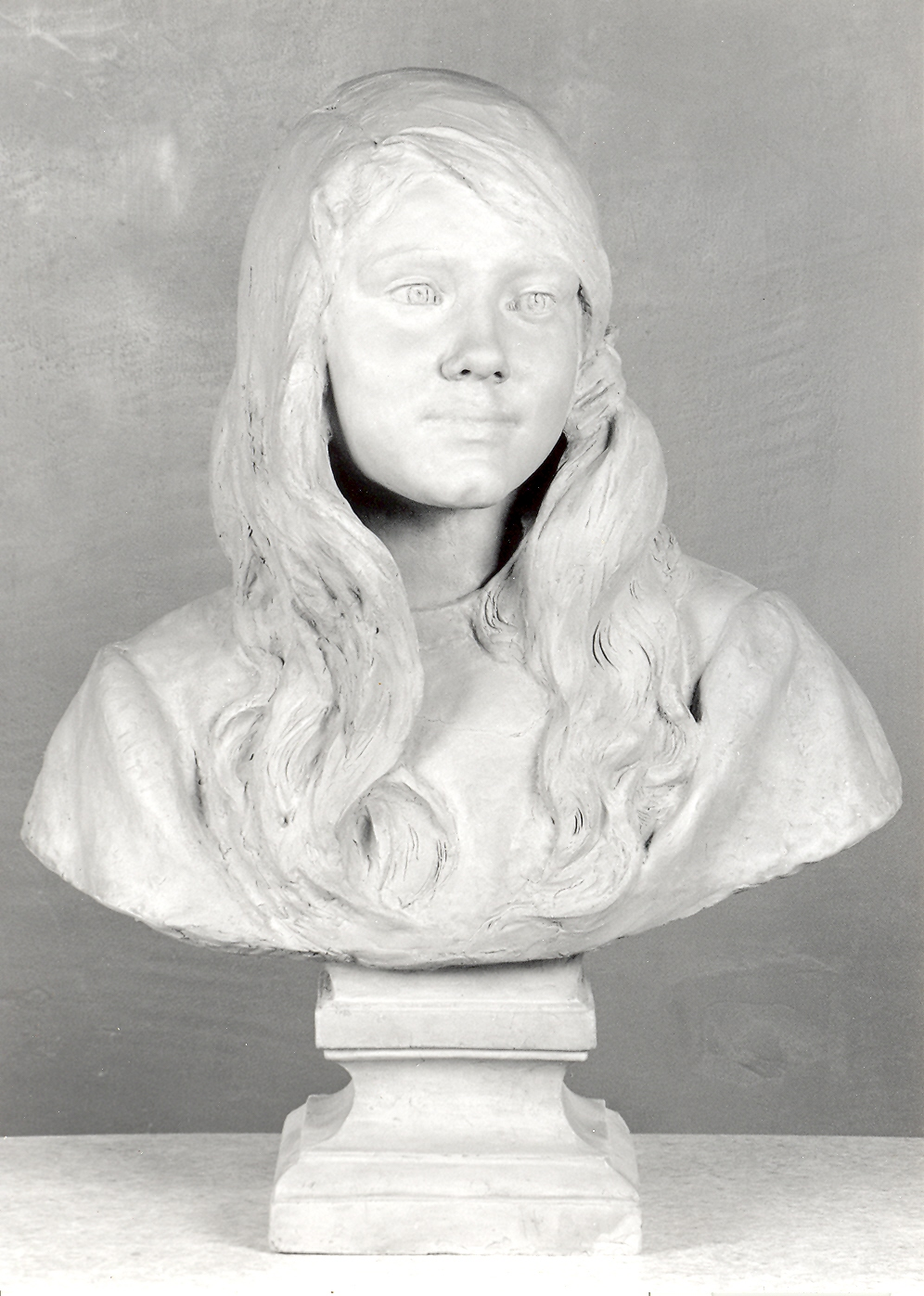
Buste de Jeanne (1904), musée de Picardie.

- Buste de Jeanne : terre-cuite exposée au Salon de 1904, il représente sa fille Jeanne, décédée en bas âge. Il est également acheté par le baron de Rothschild et donné en 1905 au musée de Picardie, à Amiens.
- Buste d’Adrien Didier : exposé au Salon de 1893. Adrien Didier est un graveur. En juin 1904, il est nommé conservateur du musée de Valence, poste qu’il occupe jusqu’en 1922. Ce buste est légué par la famille Silvestre au musée de Valence en 1981, avec une série de gravures de cet artiste.

D'autres bustes d'Enderlin sont aujourd’hui non localisés, qu’il s’agisse du buste du président Émile Loubet (Salon de 1901), de Théodore Lix (Salon de 1904), ou de Jules Jacques Veyrassat.

### Les groupes
- Bataille d’enfants : exposé au Salon de 1886, le plâtre est acquis par l’État. La sculpture en bronze est commandée en 1887 par la préfecture de la Seine[7] et envoyée à l’Exposition universelle de Paris de 1889. Ce groupe est érigé au square Violet, dans le XVe arrondissement de Paris, puis détruit en 1942 par les Allemands pour la récupération des métaux non ferreux. Le plâtre est détruit en 1939.